# Junior handling

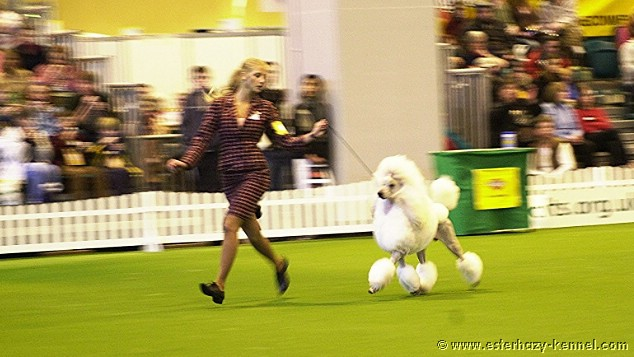

A Junior Handling (Fiatal Felvezetés) egy kutyás sport. Kutyakiállítások alkalmával megrendezésre kerülő versenyszám. A versenyeken 8-18 év közötti fiatalok vehetnek részt törzskönyvvel rendelkező kutyával. Itt a fiatal felvezető felvezetési stílusát, minőségét bírálják, nem a kutyát.

## Története
Az Amerikai Egyesült Államok  a Junior Handling szülőhazája. A Junior Handlinget Leonard Brumby, amerikai handler alapította meg. Az 1920-as évek végén kisebb versenyeket szervezett melyeken Profi Handlerek bíráltak. 1932-ben megtartották az első hivatalos Junior Handler versenyt New Yorkban  a Westbury Kennel Klub szervezésében. Magát a versenyt régen máshogy hívták, Children’s Handling-nek, amit csak 1951-ben változtattak meg a mostani nevére. 
Angliába Joe Cartlage vezette be a Junior Handling fogalmát.

## Korhatárok
- Első korcsoport: 9-13 éves korig
- Második korcsoport: 14-17 éves korig

## Jelentős Junior Handler versenyek

### Cruft's Nemzetközi Junior Handling Döntő

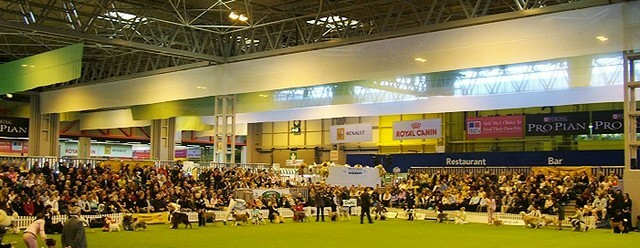

Minden év márciusában, Angliában Birminghamben megtartott nagyszabású kutyakiállítás. A világ minden részéről érkeznek a fiatalok, 30-36 országból. A dobogóra kerüléshez a tökéletes tudás mellett egy nagy adag szerencse is kell, hisz a magas színvonalon zajló verseny 36 indulója közül csak 3 kap helyezést. 

### Westminster
Amerika legrangosabb kiállítása, minden évben februárban rendezik meg New Yorkban. Hasonlóan a Cruft's-hoz, ez a kiállítás is kvalifikációs, tehát csak a legjobbak vehetnek részt rajta. 10 előző évi megnyert Junior Handler versennyel kvalifikálják magukat a versenyzők.
Több mint 100 junior handler gyűlik össze e rangos versenyen.

### AKC/Eukanuba National Championship
Kvalifikációs kiállítás Amerikában, 60-80 junior handler versenyzővel.

## Külső hivatkozások (angol)
- http://www.zsoltijh.extra.hu - magyar
- Video -  Junior Handling (British Columbia)
- Junior Handling in the UK
- AKC Juniors website
- Junior Ranks & Westminster qualifiers Archiválva 2006. április 2-i dátummal a Wayback Machine-ben
- Bestjunior.com
- History: The Hong Kong Kennel Club recognized Junior Showmanship in 1951
- Juniors is competitive (blog)
- 4H Dog Dog Resource Handbook, including showmanship